# 1993 VT
1993 VT är en asteroid i huvudbältet som upptäcktes 14 november 1993 av den japanska astronomen Takao Kobayashi vid Ōizumi-observatoriet.
Asteroiden har en diameter på ungefär 8 kilometer och den tillhör asteroidgruppen Adeona.